# Magnus af Ugglas

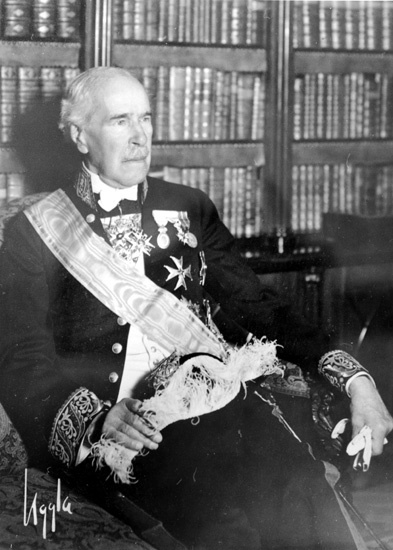
Friherre Peder Magnus af Ugglas.

Peder Magnus af Ugglas, född den 25 januari 1865 i Linköping, död den 27 september 1941 i Stockholm, var en svensk friherre och jurist. Han var son till Gustaf af Ugglas.
af Ugglas blev 1883 student vid Uppsala universitet, där han avlade filosofie kandidatexamen 1885 och juris utriusque kandidatexamen 1891. Han blev extra ordinarie notarie i Svea hovrätt sistnämnda år, vice häradshövding 1894, fiskal i Svea hovrätt 1901, assessor där 1903, tillförordnad revisionssekreterare 1905, konstituerad revisionssekreterare 1906, ordinarie revisionssekreterare 1908 och kabinettskammarherre 1916. af Ugglas var vice auditör i Norrlands dragonregemente 1894–1902, ordinarie auditör i där 1902–1910, expeditionschef i jordbruksdepartementet 1909–1912, hovrättsråd i Svea hovrätt 1923–1935 och divisionsordförande 1925–1935. Han blev riddare av Nordstjärneorden 1908, kommendör av andra klassen av samma orden 1912 och kommendör av första klassen 1926. af Ugglas vilar på Djursholms begravningsplats.